# Rodhocetus
Rodhocetus – rodzaj wymarłego prawalenia żyjącego 47–46 milionów lat temu na terenie obecnego Pakistanu.
Szczątki pierwszego gatunku, †Rodhocetus kasranii, odkrył Philip Gingerich w roku 1994. Na pozostałości zwierzęcia składały się: pozostałości kończyn tylnych, zęby, oraz spora miednica połączona z kręgosłupem. Istotny jest fakt, że kręgi odcinka krzyżowego połączone były luźniej w stosunku do kręgów krzyżowych ssaków lądowych. Umożliwiało to zwierzęciu osiągnięcie większej elastyczności kręgosłupa, tak przydatnej w pływaniu.
Skamieniałości Rodhocetus balochistanensis odkrył ten sam badacz w roku 2001. Znaczenie odkrycia jest bardzo duże, ponieważ budowa kostki zwierzęcia świadczy, że walenie wyewoluowały z trzeciorzędowych ssaków parzystokopytnych. Jednocześnie fakt ten obala dominująca do niedawna teorię o pochodzeniu wielorybów od wymarłego obecnie rzędu Mesonychia.
Rodhocetus mierzył między 1,5 a 5 metrami długości. Jego kosteczki słuchowe przypominały już znacznie te, które występują u współczesnych waleni.
Zwierzę potrafiło poruszać się zarówno na lądzie, jak i w wodzie, prawdopodobnie wiosłując swymi tylnymi kończynami. Posiadało też mocny ogon, służący być może jako ster.